# بروكوسومات
تتركب البروكوسومات أو أجسام بروش بشكل معقد من الحبيبات المجهرية التي يفرزها نطاط الأوراق (فصيلة سيكاديليداي للحشرات نصفيات الجناح) والتي توجد عادة على سطح الجسم والبيض بصورة أكثر ندرة. وقد وصفت البروكوسومات لأول مرة في عام 1952 بمساعدة المجهر الإلكتروني. وتم العثور على هذه الجسيمات أيضًا في عينات الهواء،  ومن الممكن بسهولة تلوث الأجسام الغريبة، التي من شأنها تفسير التقارير غير الصحيحة عن البروكوسومات في الحشرات الأخرى.

## التركيب والبنية

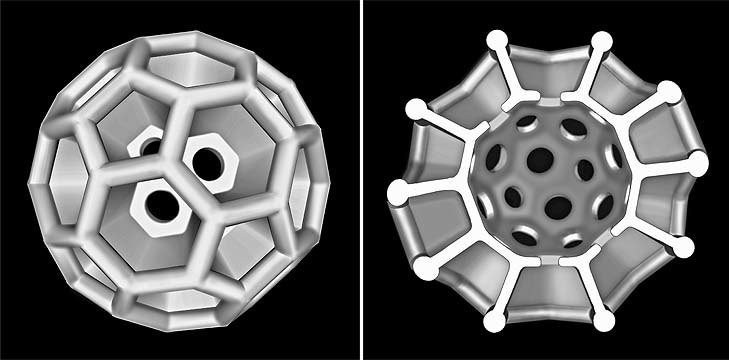
نموذج لبروكوسوم نموذجي من غشاء نطاط الأوراق (على يمين التشريح لإظهار الجزء الداخلي).

ويشير الاسم - المشتق من الكلمات اليونانية βρóχoς التي تعني (انسجام الشبكة) وσωμα (الجسم) - إلى خصائص السطح الشبكي للحبيبات. وتُنتج معظم أنواع نطاط الأوراق بروكوسومات كروية مجوفة، يتراوح قطرها بين 0.2-0.7 ميكرومتر، وذات جدار خارجي مخرب. وغالبًا ما يشتمل الأخير على 20 خلية سداسية الأضلاع و12 خلية خماسية الأضلاع، لتكون الخطوط العريضة لكل بروكوسوم متقاربة مع الجسم المتقاطع عشريني الوجوه- هندسة كرة القدم وجزيء البكمنسترفولرين (C60). ويحتوي التركيب الكيميائي للبروكوسومات وفقًا لبعض الدراسات على البروتينات والدهنيات.

## المنشأ
يتم إنتاج البروكوسومات داخل خلايا الفصوص الغدية المخصصة لـأنابيب مالبيغي - أجهزة الإفراز الأولية للحشرات، التي تخدم في كثير من الأحيان الوظائف الإضافية. تقوم كل خلية بتصنيع عدد كبير من البروكوسومات في آن واحد داخل جهاز جولجي وأخيرًا تقوم بإطلاقها في تجويف الأنبوب.

## الوظائف

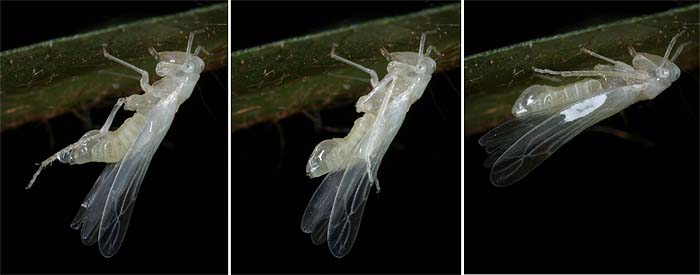
تستخدم الأنثى منسلخة الريش حديثًا إجيوتيتكس أوكيولاتوس (Ldb.) الظنبوب الخلفي لنقل القطرات الإفرازية التي تحتوي على البروكوسوم من فتحة الشرج على اليسار على الأجنحة الأمامية في الوسط، حيث تجف رواسب البروكوسومات كبقعتين بلون أبيض على اليمين وفي بعض الأحيان يُشار إليها عن طريق الخطأ باسم "مناطق الشمع".

تُطلق معظم أنواع نطاط الأوراق، بعد كل انسلاخ، قطيرات من السائل المحتوي على البروكوسومات عن طريق فتحة الشرج وتنشرها بنشاط على الغشاء المتكون حديثًا. ويطلق على هذا السلوك الدِهان. وتوزع البروكوسومات الجافة في جميع أنحاء الجسم وتوزع الزوائد في النوبات المتكررة للتهيأ، بحيث تنظف نطاطات الأوراق نفسها بأرجلها. ومن ثم يسهل نقل البروكوسومات عن طريق مجموعات وصفوف من الهلب القوية على الأرجل. ويجعل الطلاء الناتج الغشاء طاردًا للماء بصورة كبيرة (فائق الطرد للماء)  وإفراز السائل الخاص بنطاطات الأوراق، وعادة ما يكون الأخير سكري ولزج؛ لذا يكون محفوفًا بالمخاطر الكامنة للحشرات. كما وضعت فوض أخرى حول وجود وظائف وقائية إضافية للطلاء البروكوسومي.
واستخدمت أيضًا، العديد من الأنواع العالمية الجديدة، فصيلة نطاطات الأوراق بروكوسومات سيكاديليداي (بما في ذلك القناصة ذات الجناحين الزجاجيين والأنواع ذات الصلة) كطلاء قوي لمجموعات البيض. وفي الإناث الحوامل من هذه الأنواع، تستبدل أنابيب مالبيغي  من إنتاج البروكوسومات العادية الموصوفة آنفًا، إلى إنتاج الجسيمات المستطيلة الكبيرة التي عادة ما يصل طولها إلى 20 ميكرومترًا. وقبل وضع الإناث للبيض، تبحث عن مكان لوضع هذا العدد من البروكوسومات على أجنحتها الأمامية ومن ثم تنظفهم وتضعهم بعد ذلك على البيض الحديث من خلال أرجلها الخلفية. وقد يؤدي الطلاء المسحوقي الناتج عدة وظائف وقائية مختلفة، بما في ذلك الوقاية من أشباه طفيليات البيض من أنواع غشائيات الأجنحة (الصفريات). يمكن أن تتفاوت أشكال ونحوتات بروكوسومات «البيض» تفاوتًا كبيرًا، ومن الممكن توفير خصائص إضافية للتعرف على الأنواع.

## وصلات خارجية
- Brochosomes by R. A. Rakitov, Illinois Natural History Survey